# Брабансон

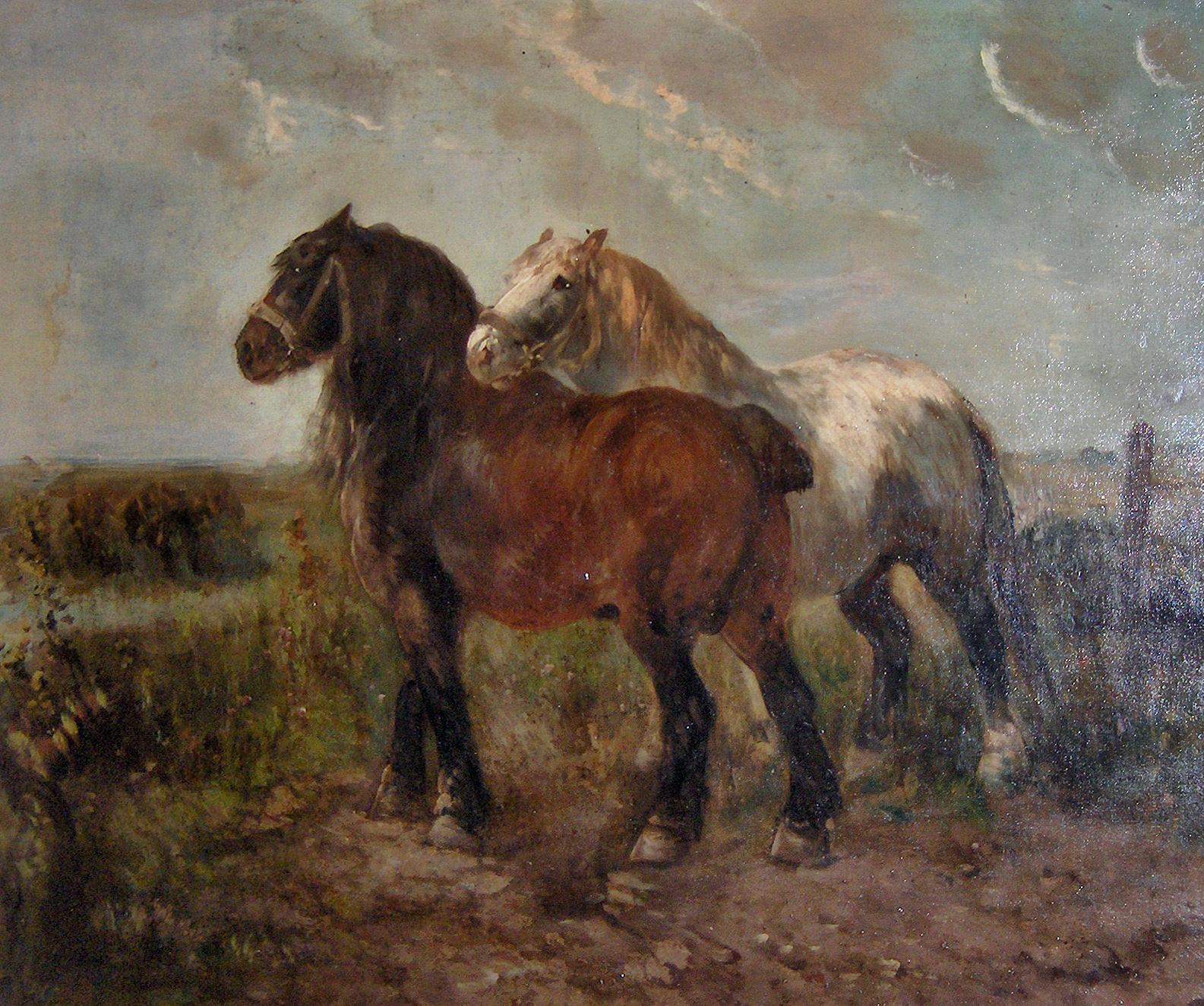
Брабансон в изобразительном искусстве.

Брабансон (бельги́йская тяжелово́зная) — порода лошадей.
Порода выведена в конце XIX века на основе фламандской (фландрской) и арденской пород. Это массивные, мускулистые лошади. Высота в холке от 165 сантиметров и выше. Масти — рыжая и гнедая, нередко с чалостью (примесью отдельных белых волос к волосам основного цвета). Порода оказала определённое влияние на развитие тяжеловозного коневодства в России. В 1930-х годах, в Союзе ССР, в коневодстве, порода «брабансон» установлена как одна из пригодная в качестве метизирующей. На 1940 год, в городе Гаврилов-Посад РСФСР, размещался Государственный племенной коневодческий рассадник, Наркомзема Союза ССР, по породам: брабансон и клейдесдаль, и брабансон в п/о. Починки, Горьковской области и п/о. Лида, Лидского района, Мордовской АССР.

## Характеристики
Рост Бельгийской тяжеловозной лошади колеблется между 168 и 173 см. В среднем бельгиец растёт до 900 килограммов или чуть больше. Большинство брабансонов рыжие или игреневые со светлыми гривой и хвостом. Голова относительно мала и имеет правильную форму. Американские бельгийцы в Северной Америке не такие большие, как европейский Брабансон, но имеют аналогичное телосложение.
В настоящее время самой высокой лошадью в мире является бельгийский тяжеловоз по кличке Большой Джейк, мерин, родившийся в 2000 году. Его рост составляет 210 см. Предыдущая самая большая в мире бельгийская лошадь носила имя Brooklyn Supreme. Он весил 1451 кг и имел рост 198 см.
У бельгийцев часто встречается буллёзный эпидермолиз (JEB), наследственное генетическое заболевание, которое заставляет новорождённых жеребят терять большие участки кожи и иметь другие аномалии, которые обычно приводят к эвтаназии. Исследование, проведённое в 2001—2003 годах, показало, что 17,1 % протестированных бельгийских тяжеловозов в США и Канаде были носителями, включая 13,5 % жеребцов и 28,9 % кобыл. Если носители не скрещиваются друг с другом, JEB можно избежать, и учёные продолжают изучать болезнь в надежде полностью её устранить. Американский бельгийский реестр пород требует проведения испытаний JEB.
Также было установлено, что бельгийцы подвержены риску развития хронической прогрессирующей лимфедемы — хронического прогрессирующего заболевания, которое включает симптомы прогрессирующего отёка, гиперкератоза и фиброза дистальных конечностей. Заболевание похоже на хроническую лимфедему у людей.

## История породы
Исторически считается, что теоретически возможно, что у бельгийца были предки, которые были боевыми лошадьми в средние века, хотя никакие независимые доказательства не подтверждают это утверждение. В основном бельгийская лошадь изначально была известна как Брабансон. Другие названия по существу той же породы включают в себя Cheval de trait Belge, Brabançon и Belgisch Trekpaard. До 1940-х годов бельгийцы и брабансоны были по существу одной и той же породой. После Второй мировой войны Брабансон в Европе был выборочно выведен, чтобы быть более толстым и тяжёлым, в то время как в Соединённых Штатах бельгиец был выведен, чтобы быть несколько более высоким и более лёгким Основное использование было в качестве сельскохозяйственной лошади. Родственные породы включают в себя Трейт дю Норд и Голландскую ломовую лошадь. В 1887 году в Уобаше, штат Индиана, была основана Американская ассоциация импортёров и селекционеров бельгийских отводных лошадей. Сегодня бельгийская является самой многочисленной породой лошади, которая разводится в Соединённых Штатах.
Импорт бельгийцев в Соединённые Штаты закончился после начала Второй мировой войны, когда Эрвин Ф. Дигерт вывез последних бельгийцев из Европы в начале войны.

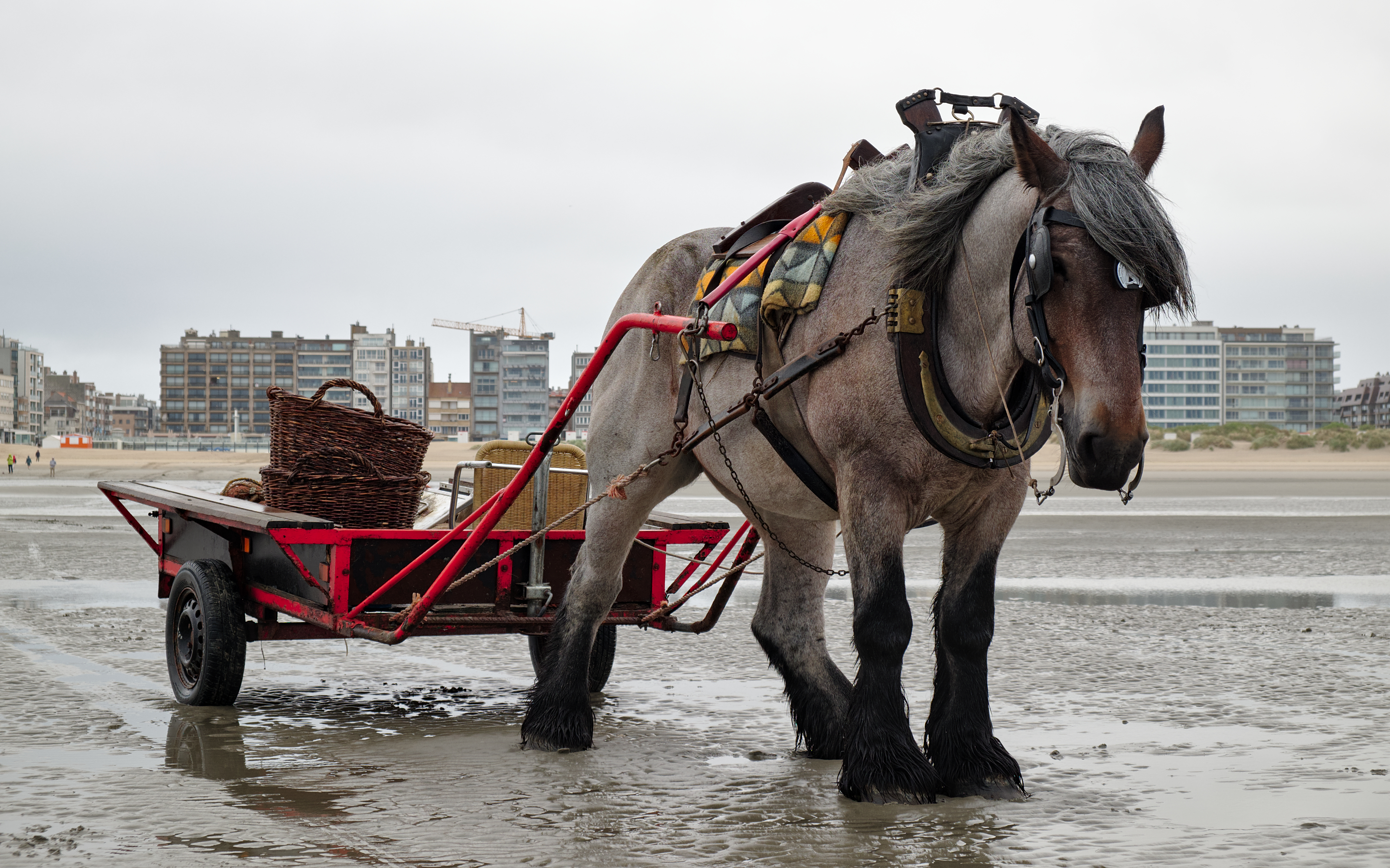
Бельгийская лошадь тянет тележку

## Использование
Бельгийцы до настоящего времени используются в качестве рабочих животных, но также стали популярны как шоу-кони и лошади для прогулок. Брабант и родственные породы, остающиеся в Бельгии сегодня, также используются для получения конины, давая нежное мясо, которое считается деликатесом.
Бельгийские лошади способны тянуть огромные веса. На Национальной западной выставке в Денвере, штат Колорадо, команда из двух лошадей в супертяжёлом весе смогли протащить 7700 килограмм на расстояние 2,18 метра; команда бельгийцев весила 2200 кг. 
На ярмарке штата Айова чемпионы в полутяжёлом весе в соревнованиях по вытягиванию преодолели 14 600 фунтов на полную дистанцию в 15 футов (6690 кг, 4,6 м); команда состояла из одного бельгийца и одного першерона и весила 3600 фунтов (1600 кг).